# Сіхув-Малий
Сіхув-Малий (пол. Sichów Mały) — село в Польщі, у гміні Ритв'яни Сташовського повіту Свентокшиського воєводства.
Населення — 386 осіб (2011).
У 1975-1998 роках село належало до Тарнобжезького воєводства.

## Демографія
Демографічна структура на день 31 березня 2011 року:
|          | Загалом | Допрацездатний вік | Працездатний вік | Постпрацездатний вік |
| -------- | ------- | ------------------ | ---------------- | -------------------- |
| Чоловіки | 192     | 26                 | 139              | 27                   |
| Жінки    | 194     | 43                 | 98               | 53                   |
| Разом    | 386     | 69                 | 237              | 80                   |